# Кутуйоки
Кутуйоки — река в Мурманской области России. Протекает по территории Кандалакшского района. Левый приток реки Тунтсайоки.
Длина реки составляет 27 км. Площадь бассейна 209 км².
Берёт начало в болотах на западе Кандалакшского района близ озера Коутамолампи. Протекает по лесной, местами болотистой местности. Порожиста. Крупнейшие притоки Якяляоя (справа) и Нудскуоя (справа). Проходит через озёра Пиериума, Суонимаярви и Кутуярви. Впадает в Тунтсайоки справа в 35 км от устья, рядом с селом Алакуртти. Населённых пунктов на реке нет. Через реку перекинуты автомобильный и железнодорожный мосты.

## Данные водного реестра
По данным государственного водного реестра России относится к Баренцево-Беломорскому бассейновому округу, водохозяйственный участок реки — Ковда от Кумского гидроузла до Иовского гидроузла. Речной бассейн реки — бассейны рек Кольского полуострова и Карелии.
Код объекта в государственном водном реестре — 02020000512102000001051.